# مرسى المغرب
مرسى المغرب (بالفرنسية: Marsa Maroc) هي شركة مغربية متخصصة في تشغيل المحطات والموانئ وأنشطة التصدير والاستيراد. أُنشأت سنة 2006 بمقتضى القانون رقم 15-02، الذي قسم مكتب استغلال الموانئ إلى قسمين: مرسى المغرب والوكالة الوطنية للموانئ.
خُصخصت الشركة جزئيًا في سنة 2016 وأُدرجت في بورصة الدار البيضاء.

## التاريخ
أصبحت شركة مرسى المغرب في سنة 2021 أول مشغل موانئ يقوم بإنشاء نظام دفع إلكتروني متعدد القنوات.

## الموانئ المشغلة
إلى حدود سنة 2016 كانت شركة مرسى المغرب تدير 10 موانئ في المغرب هي:
- الناظور
- الحسيمة
- طنجة
- المحمدية
- الدار البيضاء
- الجرف الأصفر
- آسفي
- أكادير
- العيون
- الداخلة

## وصلات خارجية
- الموقع الرسمي نسخة محفوظة 27 مايو 2019 على موقع واي باك مشين.